# 马鲁万·沙马赫
馬魯萬·沙马赫（阿拉伯语：مروان الشماخ，發音：[maʁwan ʃamak]；1984年1月10日—），是一位法国籍摩洛哥裔已退役足球运动员，司职前鋒。儘管查馬克出生並成長於法國，但他選擇依照父母的國籍而為摩洛哥效力。

## 球會生涯
波爾多

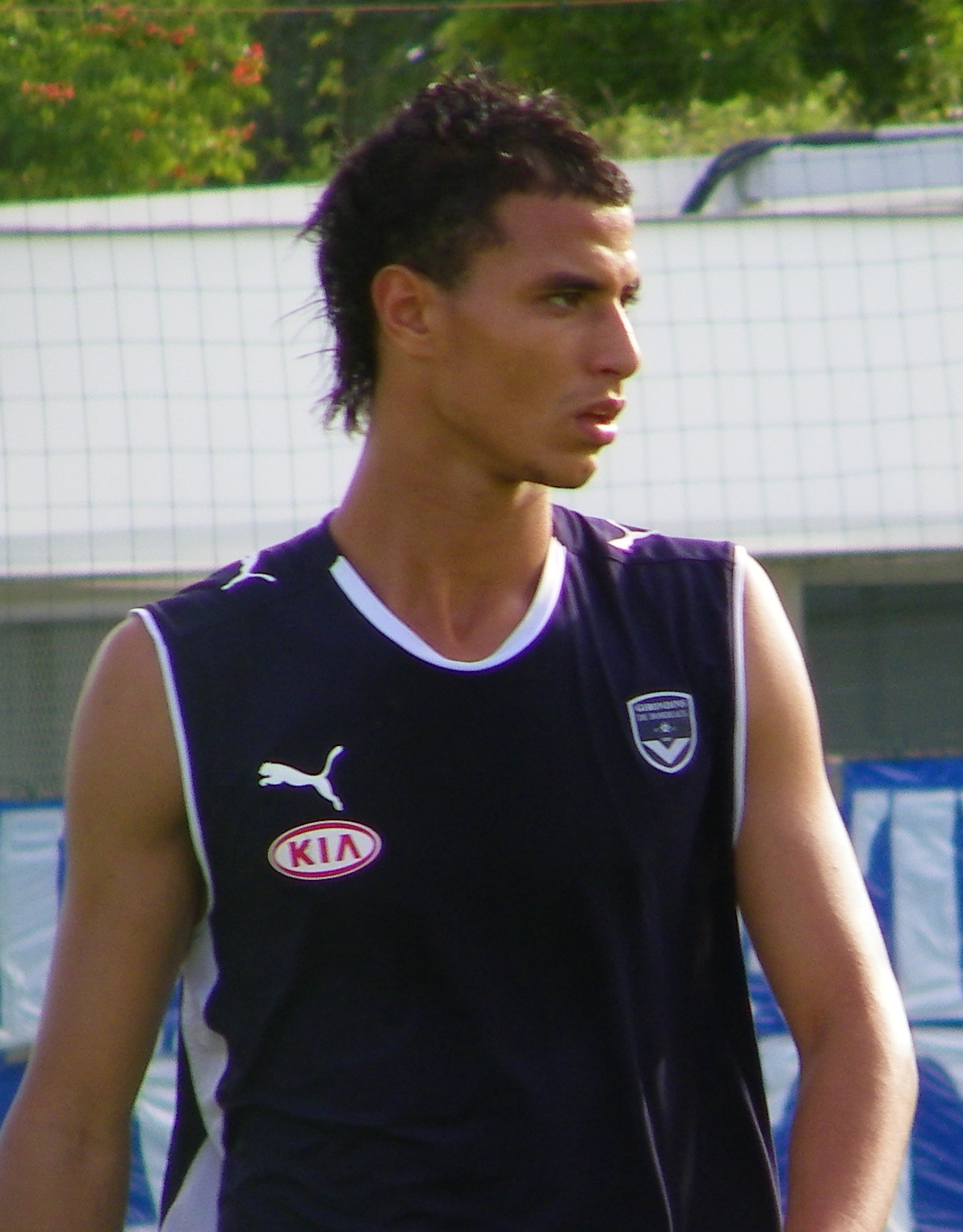
查馬克效力波爾多時期

查馬克出身於法甲球隊波尔多，於2003年被提升上一隊，在法甲征戰多年至今被視為法甲聯賽最頂級的射手之一。08/09賽季，查馬克在法甲聯賽中出戰34場攻入13球，各項賽事出戰42場攻入21球。正是由於他的出色發揮，波爾多才從七連冠霸主里昂手中奪走了法甲聯賽冠軍。09/10賽季，查馬克在法甲聯賽中出戰19場，攻入了6球，各項賽事出戰25場攻入8球。雖然入球數不多，但重要性並不低，非常擅長打硬仗。
阿仙奴
查马克與波爾多的合約到2010年夏季結束，合約快將到期前有報導稱，查马克已經簽下預備合同，將在夏季自由轉會至英超勁旅阿仙奴，以替代2009年夏季轉會去曼城的艾迪巴約，但阿仙奴予以否認，而利物浦也在追逐查马克的行列中。由於遲遲未能和波爾多續約，以及阿仙奴主帥雲加的頻頻示好，關於其轉投槍手的傳聞甚囂塵上。
2010年5月21日，阿仙奴在官方網站上宣布簽下查马克，具體合約期限沒有透露，他也成為阿仙奴2010年夏天的首筆引援。
查馬克加盟阿仙奴後，一度成為阿仙奴球迷的新寵兒，因為他常常製造入球，助攻，12碼，對方烏龍球，和令對手犯規得到紅牌，所以他亦有製造帝的美譽。首12場比賽製造7個入球、5粒点球、3张红牌
查马克在7月31日為阿仙奴在酋長盃對AC米蘭披甲，在36分鐘 ，查马克的入球為阿仙奴領先1-0。 但在76分鐘，柏圖應接隊友的自由球 ，把球射入網，為AC米蘭打成1-1。兩隊最終打成1-1。
10-11英超球季，首場對陣利物浦，他就正選亮相。最後一分鐘，他接應路斯基大斬頭鎚頂中柱，之後利物浦門將連拿將皮球攬進網內，最後雙方踢成1:1。
2010年8月21日，在聯賽對陣黑池的賽事中攻入聯賽首個入球，之後又在禁區被侵犯獲得12碼，由艾沙雲主射入網，協助球隊大勝6-0。
9月10日，對陣保頓時接應法比加斯底線傳球頭鎚頂入。9月15日，歐聯小組賽對陣布拉加再射入球，協助球隊大勝6-0。兩週後，9月28日歐聯作客柏迪遜他中柱後再補射入網。10月16日英超對陣伯明翰賽事，攻入致勝入球，幫助球隊反勝2:1。3日後，歐聯對陣薩克達入球，令球隊大勝5:1。11月10日，作客狼隊，他於比賽首分鐘和最後一分鐘入球，是他在兵工廠的第一次梅開二度。其後北倫敦打吡對熱刺落敗2:3，和作客維拉贏4:2都入波。在英超開季8月到2010年12月，他一共攻入10球。
但他的惡夢亦同時開始，有一宗英超球星性醜聞，而他是傳聞涉事人物，加上阿仙奴頭號前鋒雲佩斯傷癒復出，令他狀態下滑。
到2011年3月對奧連特的足總盃賽事，他攻入了他加入阿仙奴首季第11個入球，亦是他10-11賽季最後一個入球。隨後他的表現與整隊阿仙奴一樣，輸了聯賽盃後士氣大減。這一季，他在四項賽事上陣44場，攻入11球，助攻8次。
2011-2012英超聯賽，新委任的隊長雲佩斯狀態大勇，令他長時間坐在後備席上，就算有機會上陣盃賽的賽事，他的表現都是平平，這賽季他唯一入球是2011年9月17號對布力般流浪時頭鎚攻入，最後球隊仍以4-3落敗。
2012-13年度，他在聯賽賽事沒有上陣，12年10月30日聯賽盃對陣雷丁他攻入兩球，協助球隊由4:0，反勝5:7。是他在阿仙奴最後表現作。
韋斯咸(租借)
2013年1月4日，韋斯咸宣佈辦妥向阿仙奴借用查馬克手續，借用期至2012/13年度球季完結之止，他上陣3場英超賽事，但沒有入球。
水晶宮
2013年8月10日，水晶宮宣佈查馬克免費加盟，簽約1年。
2014年7月11日，水晶宮與30歲的查馬克簽署一份新的兩年合約。
卡迪夫城
2016年10月11日，查馬克以短期合約加盟卡迪夫城，同年12月離隊。
2019年5月，經過兩年半沒有球踢的日子後，他確認結束其足球生涯。

## 摩洛哥國家隊
查马克於2003年首次為摩洛哥國家隊出場效力，也是打進2004年非洲國家杯決賽的成員。凖決賽中，查马克面對北非死敵阿爾及利亞，在最後關頭打進扳平球，並幫助球隊最終3:1擊敗對手晉級，而查马克也因此耳名聲大噪。

## 榮譽
波爾多
- 法國甲組足球聯賽 冠軍：2008/09年
- 法國聯賽盃 冠軍：2007年、2009年
- 法國超級盃 冠軍：2008年、2009年

個人
- 法國甲組足球聯賽年度最佳陣容：2009/10年